# Белене (острво)
Белене или Персин, је ада на реци Дунав у Бугарској. Острво се простире на површини од 41,1 km² што га чини највећим бугарским острвом и четвртим највећим острвом на Дунаву. Дуго је 14,5 km, а широко 6 km, северно од града Белене. Острво је у склопу парка природе Персина и ту живи виже од 170 ретких врста водених птица, као што је Црни ибис, Мали вранац, Branta ruficollis, Lanius minor и друге. Острво је познато по затвору који и даље функционише.